# 亨特·拜登筆記型電腦爭議

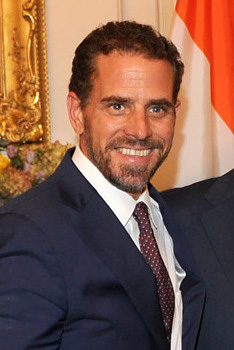
亨特·拜登，2014年

2020年10月，一宗與美國總統祖·拜登次子亨特·拜登筆記型電腦相關的爭議浮上檯面。美國特拉華州一名電腦店老闆約翰·保羅·麥克艾薩克表示，有人將筆記型電腦留在他的店中，並自稱是亨特·拜登。他還提到，由於自己患有法定意義上的視力障礙，無法確定此人是否真的就是亨特·拜登。《紐約郵報》在2020年美國總統選舉前三週刊登頭版報導，披露該筆記型電腦中的電子郵件，聲稱顯示祖·拜登與其子涉及貪腐行為。據報導指，《紐約郵報》的消息來源是時任總統當勞·特朗普的私人律師魯迪·朱利安尼，他從麥克艾薩克手中獲得這些信息。事後，法證分析確認了部分郵件的真實性，包括《紐約郵報》最初報導中的一封。
該事件曝光後，社交媒體迅速封鎖相關鏈接，而部分媒體則因信息來源不明及可能涉及俄羅斯虛假信息而拒絕報導。截至2023年5月，並無證據顯示該筆記型電腦與俄羅斯虛假信息計劃有關。
2019年12月，聯邦調查局根據威明頓大陪審團的傳票，從麥克艾薩克處沒收了筆記型電腦。調查人員在同年確認，該電腦屬於亨特·拜登，且未經篡改。2024年6月，檢察官在涉及亨特·拜登的刑事案件中，使用該電腦作為證據，並邀請驗證該電腦的調查員出庭作證。
硬碟數據公開前已被分享給特朗普顧問斯蒂芬·班農。特朗普將之視為十月驚奇，試圖利用此事，指控祖·拜登曾在任內濫用職權保護其子在烏克蘭的商業利益，但該指控並無根據。2020年9月及2024年4月發表的兩份共和黨主導的調查報告，均未發現祖·拜登涉嫌不法。《PolitiFact》在2021年指出，筆記型電腦屬於亨特·拜登，但並未證明祖·拜登涉嫌不當行為。
自2021年起，部分媒體開始驗證筆記型電腦內容。《政客》驗證兩封關鍵郵件，CBS則確認超過12萬封「乾淨」數據來自亨特·拜登，並指出共和黨流傳的副本可能經過篡改。

## 背景
關於筆記型電腦的媒體報導，引發「拜登－烏克蘭陰謀論」的討論。該陰謀論毫無根據地指控，時任副總統祖· 拜登曾干預烏克蘭事務，以阻止其子遭到烏克蘭總檢察長維克多·肖金的腐敗調查。《紐約郵報》於2020年10月14日發表一篇文章，根據筆記型電腦中的一封電子郵件，指稱祖·拜登與Burisma顧問瓦迪姆·波扎爾斯基曾有過一次會面。然而，拜登競選團隊否認祖·拜登曾與波扎爾斯基見面，並表示即使曾有過互動，也僅僅是一面之緣。當時出席晚宴的證人指出，祖·拜登僅是短暫現身，為的是與一位老友敘舊。《紐約郵報》的報導提到，波扎爾斯基拒絕發表評論，而一年後深入追蹤此事的《政客》記者也未能獲得波扎爾斯基的回應。
根據《紐約郵報》的說法，這封電子郵件來自亨特·拜登筆記型電腦外接硬碟的數據副本。報導指出，筆記型電腦修理店的老闆在電腦被聯邦調查局沒收前，曾將硬碟的內容備份，而這份備份由特朗普的律師朱利安尼提供給《紐約郵報》。據悉，威明頓地區的美國檢察官辦公室代表大陪審團簽發沒收筆記型電腦的傳票。另有報導顯示，該辦公室至少從2018年開始便針對亨特·拜登的遊說及財務活動展開調查。
由於筆記型電腦的來源和數據傳遞過程一度不明確，《紐約郵報》的相關報導受到主流媒體和專家學者的廣泛質疑。2016年美國大選期間，俄羅斯曾針對約翰·波德斯塔及民主黨全國委員會發動網絡攻擊，竊取文件後公開洩露，讓媒體和情報機構對類似的虛假信息活動高度警惕。此外，分析人士懷疑俄羅斯在2017年法國總統選舉前兩天洩露埃馬紐埃爾·馬克龍的電子郵件中扮演重要角色，當時洩漏的郵件中既有真實文件，也摻雜了偽造內容。而在2019年，朱利安尼在烏克蘭調查祖·拜登的過程中，曾與安德烈·德爾卡奇會面，而後者已被確認為俄羅斯情報人員。

## 《紐約郵報》的報導
2020年10月14日，《紐約郵報》刊登一系列文章，引用一些來源不明的電子郵件，內容暗示亨特·拜登曾安排Burisma董事會顧問瓦迪姆·波扎爾斯基與其父親、時任副總統祖·拜登見面的「機會」。祖·拜登在2019年9月公開表示，他從未與兒子討論過其海外商業活動。拜登競選團隊也否認此事，並表示《紐約郵報》並未就相關內容與他們核實。
當時，祖·拜登的外交政策顧問邁克爾·卡本特向《華盛頓郵報》表示，他曾陪同拜登出席所有涉及烏克蘭的會議：「拜登從未與（波扎爾斯基）見過面。事實上，直到《紐約郵報》報導後，我才第一次聽說這個人。」此外，根據其中一封電子郵件，波扎爾斯基稱計劃向拜登關係密切的國務院顧問阿莫斯·霍赫斯坦分享信息。然而，霍赫斯坦否認相關說法，表示：「共和黨主導的參議院調查曾全面檢視我的記錄，包括電子郵件和行程，但完全沒有提及此人。我當時負責美國在烏克蘭的能源工作，但在昨天之前從未聽說過他。」
《紐約時報》調查顯示，《紐約郵報》的編輯曾「強迫」員工在報導上署名，至少有一名員工拒絕了，除了原始作者外，這是因為他們對報導的可信度感到懷疑。最終署名在該文上的兩名作者中，第二名作者直到報導發佈後才發現自己的名字被附在文章上。報導的開頭誤導性地宣稱：「老拜登施壓烏克蘭政府官員，迫使他們解僱一位調查Burisma的檢察官」，事實上肖金並未調查Burisma的創辦人。開頭還誤導性地說亨特·拜登讓他的父親與波札爾斯基見面，但實際上波札爾斯基的電子郵件只是提到一個見面的邀請和「機會」。
2020年在10月15日，《華盛頓郵報》發表一篇文章，講述亨特·拜登在2017年5月與潛在投資夥伴商討的一項涉及華信能源的商業計劃，當時他的父親已無公職。《華盛頓郵報》展示一封據稱來自亨特·拜登筆記本電腦的電子郵件，該郵件由一位潛在投資者撰寫，並抄送給亨特。郵件內容詳述各投資者在該項目中的股權分配，最後提到「10%由H保留給大人物？」。《華盛頓郵報》指出，「H」指的是亨特·拜登，並有一位前商業夥伴公開確認「大人物」是指祖·拜登。這位夥伴也在Twitter上分享這封郵件的副本。在後續的電郵中，亨特表示他的「主席」堅決反對，後來的電郵則透露「主席」是指他的父親。另外，《華盛頓郵報》還報導2017年8月亨特與華信能源主席葉簡明的一項商業企劃，但未將祖·拜登與這項交易連繫起來。這兩項企劃最終都未能成行。
2021年5月26日，《紐約郵報》發表一篇文章，提到重點關注所謂的電子郵件，暗示祖·拜登曾在華盛頓的Cafe Milano餐廳與瓦迪姆·波扎爾斯基共進晚餐。《華盛頓郵報》對2015年4月16日的晚宴進行調查。晚宴參加者里克·里奇表示，他和亨特·拜登同為世界糧食計劃署美國籌資組織的高層，當晚的討論主題是食品安全，而非「政治或商業」。里奇提到，祖·拜登只是短暫到場與亞歷克斯·卡盧索斯見面，並未參與晚宴或其討論。卡盧索斯是祖·拜登的多年好友，在希臘正教會中有重要影響力，他也證實了里奇的說法。另外，《華盛頓郵報》指出，晚宴的初步參加者名單上只有「瓦迪姆」這個名字，未列姓氏。

### 筆記型電腦和硬碟

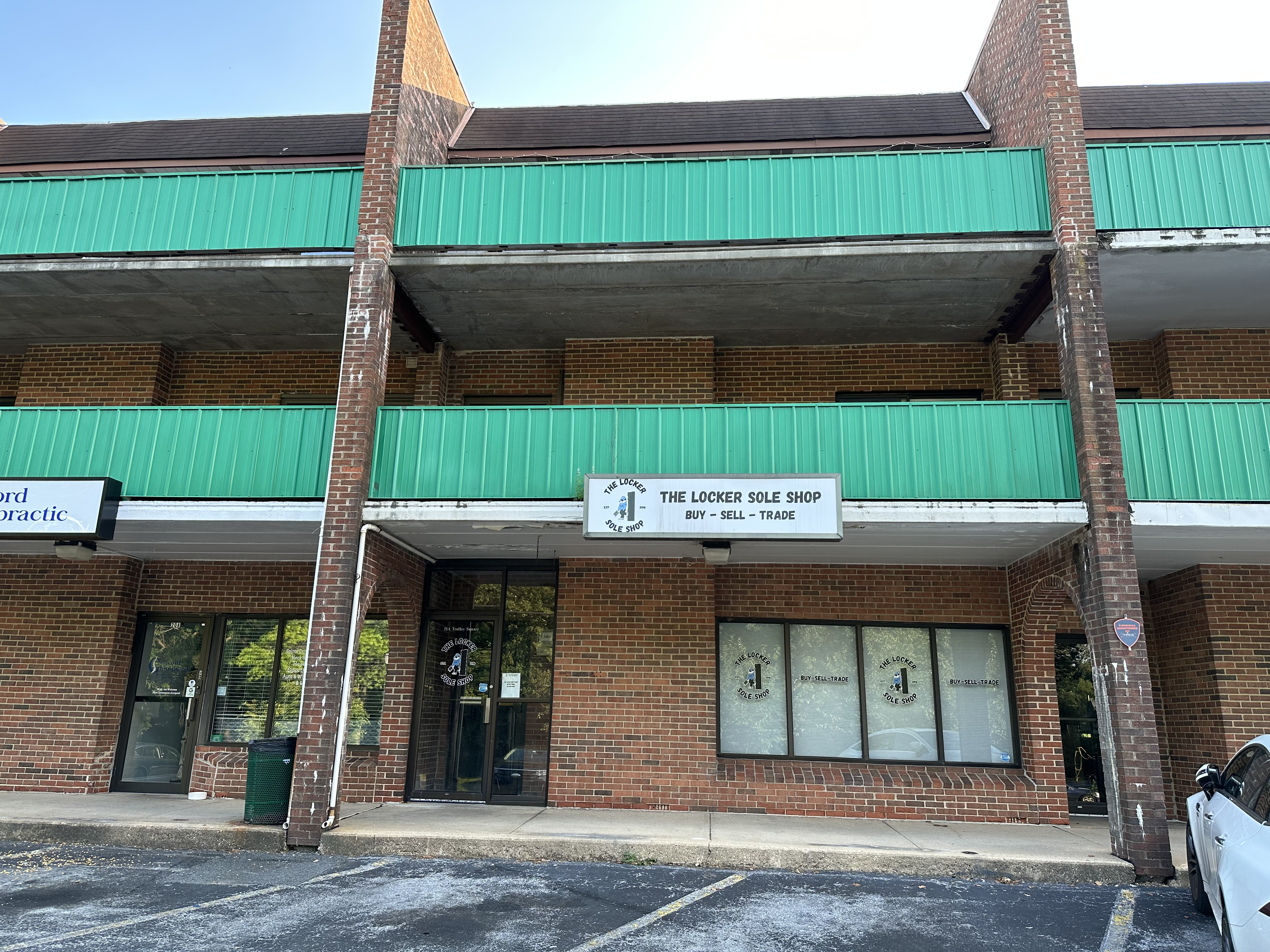
手推車廣場21A，位於特拉華州威爾明頓市的手推車廣場購物中心東北側（在2023年時可見），曾經是電腦維修店「The Mac Shop」的所在地。

魯迪·朱利安尼將這些材料交給《紐約郵報》，據稱這些材料來自一台因進水受損的MacBook Pro。這台電腦被遺留在位於特拉華州威爾明頓的The Mac Shop電腦維修店，該店由約翰·保羅·麥克艾薩克經營。麥克艾薩克表示，這台筆記本電腦是2019年4月由一名自稱為亨特·拜登的男子送修的，該男子希望修復電腦上的數據。然而，麥克艾薩克提到，由於他有法定意義上的視力障礙，無法確認這名男子是否確實是亨特·拜登。
麥克艾薩克最終將這台筆記型電腦交給聯邦調查局，聯邦調查局於2019年12月根據由威爾明頓大陪審團發出的傳票沒收這台電腦。該大陪審團自2018年起便一直在調查亨特·拜登的財務問題。三年後，麥克艾薩克聲稱，在將筆記型電腦硬碟上的個別文件和文件夾複製到另一個設備時，他「看到了令人不安的內容，並發現一些引起警惕的信號」，包括「與外國商業交易相關的犯罪行為、潛在的洗錢行為，更重要的是，涉及國家安全的問題和擔憂」。因此，他表示自己「深入檢查筆記型電腦的內容，因為它成為我的財產」。麥克艾薩克聯繫 朱利安尼，並稱他是自己的「救命稻草」，其並表達相信一項陰謀論，即希拉里·克林頓2016年總統競選團隊與競選工作人員塞斯·里奇謀殺案有關。斯蒂芬·班農則向《紐約郵報》披露這台筆記型電腦的消息，並與朱利安尼一同向報社提供據稱來自該筆記本硬碟的副本。就在發佈幾週前，班農在荷蘭的一檔電視節目中曾公開宣稱自己擁有亨特·拜登的硬碟。
朱利安尼後來表示，他之所以將硬碟副本交給《紐約郵報》，是因為「要麼沒有人願意接受，要麼即使接受了，他們也會花大量時間駁斥其內容，然後才會公佈」。《紐約郵報》報導稱，一名麥克艾薩克因法律認定的視力障礙而無法識別身份的人，曾將電腦送到他的維修店，要求修復因進水受損的問題。但在修復完成後，店內無法聯繫到這名電腦的主人，也從未有人支付修理費或前來取回。外界對麥克艾薩克的批評集中在他對筆記本電腦的來源以及他如何將其交給朱利安尼和聯邦調查局的說法中存在的矛盾。在接受CBS新聞採訪時，他對自己採取這些行動的動機也做出相互矛盾的解釋。約翰斯·霍普金斯大學的政治學家兼假資訊專家托馬斯·里德表示，這些電子郵件可能是偽造的，或者是偽造內容與真實材料的混合，這是一種假資訊操作的「常見手法」。《每日野獸》則報導，根據兩名「直接知情人士」的說法，特朗普政府和競選團隊的多名高級官員在《紐約郵報》發佈報導的「數週前」就已知悉這台硬碟的存在。朱利安尼隨後向《每日野獸》證實，他在《紐約郵報》報導之前就已向特朗普提及這些材料。
《紐約郵報》聲稱曾見過一張照片，顯示一份聯邦傳票，該傳票導致聯邦調查局在2019年12月查封一台筆記型電腦及其外接硬碟。NBC新聞指出，聯邦調查局是通過大陪審團的傳票獲得這些設備的，但尚不確定這是否與《紐約郵報》提到的傳票為同一份。此外，聯邦調查局也在調查這些資料是否與外國情報行動有關。《美聯社》確認，聯邦調查局正在調查可能涉及外國情報活動的線索。CNN則引述一名「美國官員及知情國會人士」的說法，表示聯邦調查局專注於調查這些資料是否與針對祖·拜登的俄羅斯假資訊活動有關。2022年，馬克·朱克伯格表示，聯邦調查局發出的警告稱可能存在俄羅斯假資訊活動，這促使Facebook刪除據稱與筆記型電腦相關的內容。
《華盛頓郵報》報導指出，麥克艾薩克曾對筆記型電腦在2020年初當勞·特朗普第一次彈劾審判期間未被提及感到意外。
《PolitiFact》在2021年表示：「隨著時間推移，外界越來越認為該筆記型電腦確實屬於亨特·拜登」。但該網站也指出，這台電腦「雖然存在，但並未提供決定性證據」，因為「筆記型電腦的內容並未顯示祖·拜登作為副總統期間，在其兒子擔任Burisma董事時，有任何非法或不道德的行為」。《PolitiFact》提到，外界可能掌握的是「筆記至電腦的複製品」，而非實體電腦。《每日郵報》則曾公開來自筆記型電腦內亨特·拜登的裸照，以及有關其吸毒和法律問題的資料，但也指出這些問題此前已被亨特自行公開。

### 烏克蘭材料
據《時代雜誌》報導，2019年烏克蘭曾流傳與據稱硬碟內容相似的材料。一名受訪者表示，他於當年5月底被接觸，而另一名受訪者則稱在9月中旬被接洽。根據第二名受訪者的說法，賣方試圖以500萬美元的價格將不利於亨特·拜登的資訊出售給特朗普的共和黨盟友。他告訴《時代雜誌》：「我拒絕了，因為這事聽起來太可疑。」前烏克蘭總統顧問兼假資訊研究專家伊戈爾·諾維科夫 表示，受美國政治局勢的影響，過去一年中相關黑材料市場相當活躍，政客們爭相響應朱利安尼對拜登家族負面資訊的需求。他形容這些材料「難以驗證，但非常容易偽造」。
烏克蘭議員安德烈·德爾卡奇是一名被認定的俄羅斯情報代理人，他曾與朱利安尼合作，試圖在烏克蘭抹黑拜登。德爾卡奇表示，朱利安尼「對我幫助很大」，並在2020年大選前與他多次會面。德爾卡奇試圖將選舉干預責任從俄羅斯推到烏克蘭，並聲稱烏克蘭支持拜登當選。2020年10月19日，他在社交媒體上聲稱擁有第二台亨特·拜登的筆記本電腦：「證據存於第二台筆記本電腦中，證人與電腦並未到此為止。」德爾卡奇隨後因散佈針對祖·拜登的假資訊被美國財政部制裁；調查顯示他已作為俄羅斯情報代理活動超過十年。烏克蘭安全局也指出，德爾卡奇從俄羅斯格魯烏獲得資金，並對其展開調查。
烏克蘭商人列夫·帕納斯對《政客》表示，2019年5月30日，朱利安尼與Burisma創辦人米科拉·茲洛切夫斯基的合夥人維塔利·普魯斯會面時，被告知有關亨特·拜登的不利資料。當時茲洛切夫斯基正因腐敗在烏克蘭接受調查。

### 兜售亨特·拜登的爆料
2019年10月稍早，在《紐約郵報》報導之前，白宮律師 埃里克·赫施曼、前白宮副法律顧問斯特凡·帕桑蒂諾、亨特·拜登的前商業夥伴托尼·博布林斯基，以及與小當勞·特朗普關係密切的亞瑟·施瓦茨，曾向《華爾街日報》兜售一則有關亨特·拜登在中國商業交易的爆料。特朗普團隊認為該報是理想的發佈渠道，因為其兼具保守主義立場與業界的可信度。然而，在特朗普團隊毫不知情的情況下，《紐約郵報》先於《華爾街日報》發表一篇基於「來源存疑」的文件和電子郵件的版本，該報導指稱，但未證明祖·拜登參與其兒子的商業事務。
班農原本預期《華爾街日報》會在10月19日刊登該報導，而特朗普也告訴記者，預計《華爾街日報》會刊出一篇重大報導。博布林斯基認為該報導可能不會刊登，因此他於10月21日發表了自己的聲明，而布賴特巴特新聞網未經修改便全文刊出。次日的總統辯論中，特朗普含糊地提及這些電子郵件，而博布林斯基則作為他的特別嘉賓。辯論結束後，《華爾街日報》僅刊登一篇簡短文章，稱其審查的公司記錄「未顯示祖·拜登參與其中」。

### 後續與對真實性的懷疑
2021年5月，《紐約時報》報導指出，布魯克林的聯邦調查人員在特朗普第一任政府後期展開一項刑事調查，旨在釐清數名現任及前任烏克蘭官員是否曾試圖散播無根據的指控，聲稱祖·拜登涉及腐敗行為。調查人員關注這些指控是否透過朱利安尼作為傳播管道，儘管朱利安尼本人並非此次調查的焦點，與曼哈頓地區檢察官辦公室對其進行的長期調查有所不同。
2022年3月，《紐約時報》報導，他們發現一些電子郵件，「這些信件來源似乎是一批看似來自亨特·拜登遺留在特拉華州修理店的筆記型電腦檔案」。
2022年3月，《Vox》報導稱，沒有任何證據表明「筆記型電腦洩漏事件與俄羅斯陰謀有關」。同月，《紐約時報》指出，有知情人士透露，他們對亨特·拜登的電子郵件以及與其可能財務不當行為相關的調查顯示，一些有關Burisma和其他國際商業活動的電子郵件已被證實為真。信件內容顯示，亨特·拜登與其商業夥伴討論邀請外國商業夥伴參加2015年4月在華盛頓舉辦的晚宴，其中包括波扎爾斯基 。
2022年4月，《華盛頓郵報》報導指，麥克艾薩克表示，他發現一些與筆記型電腦內容相關的說法，這些說法與他在硬碟中看到的內容不符。他強調：「我確實知道，在過去一年半內，多次出現企圖將可疑材料插入筆記本型電腦的行為，這些材料並非以實體形式存在，而是將虛假或誤導信息冒充為筆記本電腦的內容。這讓我非常擔憂，因為我一直努力維護這個硬碟的完整性，而這些行為可能會讓我過去所做的一切付諸東流。」
2022年5月，NBC新聞針對由朱利安尼提供的硬碟副本及共和黨人提交至參議院兩個委員會的文件進行分析。結果顯示，亨特·拜登的公司在2013年至2018年期間共收入1100萬美元，並迅速將這些資金花光。此外，分析還發現，亨特·拜登的許多交易最終未能成功完成。
2022年底至2023年初，在總統祖·拜登的住宅和前辦公室中發現了機密文件。此後，一些共和黨人士與保守派評論員試圖借助筆記本電腦中的材料，暗示拜登家族可能涉及與機密信息相關的不當行為與潛在腐敗。例如，福克斯新聞以及參議員羅恩·詹森和泰德·克魯茲將目光聚焦於一封據稱由亨特·拜登在2014年4月發給其商業夥伴的電子郵件，當時他們正準備與Burisma合作。這些人認為，該郵件中的地緣政治分析似乎來自機密消息來源。然而，《華盛頓郵報》事實查核員格倫·凱斯勒發現，郵件內容與當時的報紙和雜誌報導極為相似。
2023年1月，一個匿名的Twitter帳號發佈一份從筆記型電腦中發現的租賃申請表，由此引發一則虛假說法，聲稱亨特·拜登在2018年每月支付49910美元租金，租住其父親位於特拉華州的住宅，而該住宅曾被發現存有機密文件。這一指控迅速在保守派媒體中傳播。布賴特巴特新聞網刊登的文章推測，亨特可能曾在該住宅接觸過機密文件，並被眾議院共和黨會議主席愛麗絲·斯蒂芬尼克轉推。斯特法尼克補充道：「祖·拜登和拜登犯罪家族是腐敗的，並對國家安全構成重大威脅。我們的共和黨眾議院多數派將追究他們的責任。」眾議院監督委員會主席詹姆士·卡莫正在對拜登家族進行調查，他認為這份文件可能證明亨特曾向其父親輸送外國資金。然而，實際情況是，該文件記錄的只是亨特在華盛頓特區「House of Sweden」辦公空間的季度租金支付。福克斯新聞節目主持人塔克·卡爾森也重複卡莫對亨特不當行為的指控，但幾天後，亨特的律師向卡爾森和福克斯新聞發出律師函，要求他們在節目中公開更正虛假指控，否則將提起誹謗訴訟。

## 法證分析
2022年3月，《華盛頓郵報》公佈兩名法證資訊分析師的調查結果。這些數據由共和黨活動者傑克·馬克西提供，總共有217 GB，存放在硬碟上，他聲稱這些數據來自亨特·拜登的筆記型電腦。分析師們表示，這些數據從法證角度來看是一場「災難」。他們發現，除了亨特·拜登之外，還有其他人在一段將近三年的時間內多次存取和複製了這些數據。更進一步的調查顯示，在《紐約郵報》報導前後，其他人都曾經存取並向硬碟寫入文件。在2020年9月，硬碟上出現了六個新資料夾，分別命名為「Biden Burisma」、「Big Guy File」、「Salacious Pics Package」和「Hunter. Burisma Documents」。其中一位分析師還發現，有人可能在《紐約郵報》發表有關該筆記本電腦的報導後幾天內，從美國西岸地區存取硬碟內容。
一位分析師透過加密簽章驗證硬碟上約129000封電子郵件中的1828封，確認這些郵件確實來自所指的發件人帳戶，且未被篡改。另一分析師克服先前的技術障礙後，驗證近22000封電子郵件的真實性。分析師指出，Burisma的電子郵件看似真實，但提醒說如果Burisma 曾被駭，駭客可能利用竊取的加密簽章偽造看似真實的郵件。《紐約時報》在2020年1月披露，俄羅斯軍事情報組織自2019年11月起已駭入Burisma；發現此駭客攻擊的公司共同創辦人表示，俄羅斯人在竊取電子郵件憑證。兩位分析師都認為，加密簽章並非驗證電子郵件的萬全之策，因為不同電子郵件服務的安全實施程度不一。22000封帶有加密簽章的電子郵件中，約有16000封來自嚴格使用這項技術的Google。他們補充說，加密簽章只能證明郵件來自某電子郵件帳戶，但無法確定該帳戶的控制者；駭客有其它方式可以接管帳戶。《華盛頓郵報》指出，「硬碟上一些曾經成為新聞報導基礎的電子郵件，因為沒有可驗證的加密簽章而無法確定其真實性。」
《華盛頓郵報》成功驗證的電子郵件中，有一封是波扎爾斯基的郵件，這也是《紐約郵報》最初報導的基礎。另一封提及「10%由H保留給大人物？」的郵件，未被驗證，雖然這可能在暗示一項被拒絕的提案，即給祖·拜登其子在中國交易中10%的股份，儘管郵件接收者公開證實了這封郵件的真實性。
分析師發現，文件和系統索引的時間戳記是一致的，但他提醒，駭客可以用無法被偵測的方式偽造這些時間戳記。此外，因為多次存取硬碟，導致原本用來分析系統活動的法證紀錄和其他文件被刪除。雖然沒有發現電子郵件或文件被駭客改動的直接證據，但也無法完全排除這種可能性。
關於據稱來自亨特·拜登筆記型電腦的電子郵件集，英國政府通訊總部的前信息安全專家馬特·泰特對CyberScoop表示，「顯然，這些文件已經不是原始狀態」。
CBS新聞在2022年11月公佈一份由「電腦取證服務」進行的鑑識分析，該分析針對的是麥克艾薩克於2019年交給聯邦調查人員的亨特·拜登筆記型電腦數據複本。分析顯示，包含了超過120000封電子郵件的數據看起來像是正常的電腦使用，並無證據顯示這些數據被改動或偽造，且在麥克艾薩克拿到電腦的2019年4月後沒有新增任何文件。該公司的首席技術官強調：「我完全相信這些數據是亨特·拜登創造的，且來自於他控制的電腦。」同日，CBS還首次展示了由亨特·拜登法律團隊提供的受損MacBook Pro照片。
2024年1月16日的報導指出，由大衛‧韋斯領導的司法部特別檢察官團隊在新文件中首次正式確認筆記型電腦的真實性，文件中提到：「被告的Apple MacBook Pro被留在一家電腦店。」

## 訴訟
2020年12月，麥克艾薩克針對Twitter以「被駭資料」政策刪除《紐約郵報》的報導提起誹謗訴訟，聲稱該行為使他被誤認為駭客，損害其名譽。然而，佛羅里達州地方法官貝絲·布魯姆在2021年9月裁定駁回該案，理由是Twitter從未提及麥克艾薩克或其業務，並根據佛州的反針對公眾參與的策略性訴訟法規命令他支付Twitter的律師費用。2022年5月，麥克艾薩克再次提起誹謗訴訟，指控亨特·拜登、民主黨議員亞當·希夫以及CNN、《政客》和《每日野獸》等媒體，稱因筆記型電腦相關事件的報導，他被誤認為參與俄羅斯的虛假資訊活動或非法存取數據，導致名譽受損。
2023年3月，亨特·拜登針對麥克艾薩克提起反訴，指控其未經授權複製和散播私人資訊，侵犯了他的隱私。訴訟列舉麥克艾薩克等人涉嫌的6項隱私侵權行為，並要求陪審團裁定賠償金及懲罰性賠償金。
2023年9月，亨特·拜登對朱利安尼、其公司及律師羅伯特·科斯特洛提起民事訴訟，指控他們長期「入侵、竄改、操縱、複製及散播」從他的設備中取得或竊取的數據，導致他的數位隱私遭受「全面摧毀」。2024年6月，拜登同意撤回這項訴訟。

## 吸毒期間購買槍支的審判
2024年6月，特別檢察官大衛·韋斯在特拉華州的審判中，提交了筆記型電腦、相關檔案和來自麥克艾薩克維修店的發票作為證據，拜登最終被裁定在吸毒期間購買槍支罪名成立。拜登的辯護律師聲稱，有「多項理由」認為在調查人員接觸電子資料之前，這些數據已遭到篡改或破壞，但韋斯將此說法形容為「毫無依據的陰謀論」。檢察官則指出，辯方未能提供任何證據顯示筆記本電腦中包含的資訊不真實，最終法官支持檢方的論點。
2024年6月4日，檢方正式將筆記型電腦作為證物提交法庭。一名聯邦調查局證人作證稱，聯邦調查局持有拜登的原始筆記型電腦，並進一步提供關於拜登短信、其2021年自傳中提到的毒癮問題以及銀行記錄的相關證詞。

## 反應

### 亨特·拜登
2021年4月，亨特·拜登在接受CBS記者特雷西·史密斯的訪問時表示，他無法確認筆記型電腦是否屬於他，並稱自己不記得是否曾將筆記本電腦送到特拉華州修理。他補充說：「可能有一台筆記型電腦被偷了，也可能我遭到駭客攻擊，甚至可能與俄羅斯情報機構有關，或者筆記型電腦就是被偷的。」
2021年5月，亨特聘請律師凱文·莫里斯調查筆記型電腦被媒體公開的具體情況。

### 情報官員
在2020年10月19日，51名曾在特朗普及其他三任總統政府中任職的高級情報官員發表公開信，稱《紐約郵報》所揭露的電子郵件「具備俄羅斯情報行動的典型特徵」，但同時強調：
我們不確定這些電子郵件是否屬實，也沒有證據顯示俄羅斯參與其中，但我們的經驗讓我們對俄羅斯政府可能在此案中扮演的角色深感懷疑。
當晚，《政客》記者娜塔莎·伯特蘭撰文報導該信件，標題為〈多名前情報官員表示，亨特·拜登的爆料是俄羅斯虛假信息〉。但文章正文語氣更為謹慎，副標題提到信件簽署人對《紐約郵報》故事的來源存疑，而正文指出，信件提及相關信息「具備俄羅斯情報行動的典型特徵」。2023年2月，《華盛頓郵報》的事實查核員格倫·凱斯勒指出，該標題可能持續影響外界對信件的解讀。前國家情報總監詹姆斯·克拉珀表示，信件只是對可能的俄羅斯虛假信息提出警告，但《政客》扭曲其內容。
祖·拜登在2020年總統選舉最後一場辯論及《60分鐘》訪問中引用該信件，但誤將其描述為完全確認筆記型電腦爭議是俄羅斯的虛假信息行動，稱是「俄羅斯計畫」、「一堆垃圾」、「俄羅斯人的假訊息」和「抹黑運動」。
同日，國家情報總監約翰·拉特克利夫在福克斯新聞上表示，筆記本電腦「並非俄羅斯虛假信息行動的一部分」，並指責亞當·希夫歪曲情報界觀點。希夫的發言人則回應，拉特克利夫「故意曲解」他的言論。拉特克利夫之前曾多次發表與專業情報評估不一致的公開聲明。多名情報官員對拉特克利夫的評論提出批評，認為他似乎已經預先判定調查結果。聯邦調查局對此回應稱，對於拉特克利夫的言論「無需補充」，這是對參議員羅恩·詹森要求提供更多信息的正式回應。《紐約時報》在《紐約郵報》相關報導發表後的數日指出，目前尚無確鑿證據表明該筆記本電腦涉及俄羅斯虛假信息行動。

### 社交媒體公司
2016年美國總統選舉後，社交媒體公司因放任虛假政治信息在平台上廣泛傳播而遭到批評，包括俄羅斯情報機構散佈的假消息，這些信息被認為可能助長特朗普的當選。
2020年10月，Twitter和Facebook採取行動限制用戶分享《紐約郵報》關於亨特·拜登的文章。Twitter最初降低該文章的曝光率（阻止其因受歡迎而被演算法推薦），最終禁止用戶發佈該文章的鏈接。這一行動基於Twitter的「被駭材料政策」，而Facebook的措施則依據一項聲明稱：「在包括美國在內的許多國家，如果我們收到某內容為虛假的跡象，我們會暫時降低其傳播率，直到第三方事實核查完成審查。」
Facebook表示，其決策受到聯邦調查局關於外國行動者可能散佈虛假信息的警告影響。《國會山報》指出，Facebook對《紐約郵報》文章限制的具體「跡象」尚不明確。10月15日，Twitter因特朗普競選團隊分享一段具爭議性的亨特·拜登影片，短暫凍結其官方賬戶，該賬戶當天稍晚被解封。自10月14日至23日，該文章在Facebook上共獲得超過5400萬次瀏覽。
來自各政治陣營的評論人士批評Facebook和Twitter的這些行動，認為此舉可能因「史翠珊效應」而助長虛假信息的傳播。Twitter執行長傑克·多西承認：「我們在《紐約郵報》文章事件上的溝通非常糟糕。禁止用戶通過推文或私信分享鏈接，卻未提供任何阻止原因的背景信息，這是不可接受的。」
2020年10月14日，特朗普在Twitter上批評Facebook和Twitter的行動，並威脅廢除《通信規範法》230條款，該條款為這些公司提供法律保護，讓它們不對用戶生成的內容負責。
美國參議院司法委員會的共和黨人要求Facebook執行長馬克‧朱克伯格和Twitter執行長傑克·多西出席聽證會，就這些平台對《紐約郵報》文章的處理作出解釋。參議員泰德·克魯茲、林賽·格雷厄姆和喬希·霍利宣佈，委員會將於10月23日就是否傳喚多西出席進行投票。參議院多數黨領袖米奇·麥康奈爾譴責Facebook和Twitter的行動，稱其「極為惡劣」，並指控這些公司充當「言論警察」。
Twitter的多西表示：「直接封鎖鏈接是錯誤的，我們已更新政策和執行方式來修正。我們的目標是為內容添加背景信息，而現在我們具備這樣的能力。」2021年3月，他在國會作證時補充道：「這完全是一個程序上的錯誤，並非針對《紐約郵報》或任何特定對象。」Facebook則表示，文章的傳播受到限制是因為正在等待第三方事實核查員的審查結果。美聯社報導指出，截至2020年10月17日，這篇文章尚未被其他媒體證實。2022年8月，朱克伯格在祖·羅根的播客節目中透露，Facebook之所以限制該文章的傳播，是因為它認為該文章與俄羅斯宣傳模式相符，並稱這是一個「高度政治化的議題」。他還提到聯邦調查局曾警告Facebook要注意與2020年美國總統選舉相關的宣傳，並預告「可能很快會有信息洩漏」。當《紐約郵報》文章發表後，Facebook認為其內容「符合聯邦調查局所描述的模式」。2022年10月，《The Intercept》報導稱，聯邦法院訴訟的紀錄顯示，兩名聯邦調查局特工曾與Facebook進行通信，這些通信據稱促使Facebook壓制《紐約郵報》的文章。然而，《The Intercept》也指出，這起訴訟存在「黨派傾向」。拜登政府律師則表示，原告無資格提起此訴訟，社交媒體公司自主決定內容審核政策，並未受到美國政府的「強迫性」干預。
《紐約時報》於2021年9月報導指，聯邦選舉委員會針對Twitter封鎖相關文章的行為展開調查後，駁回投訴。調查認定，Twitter的行為出於正當商業考量，無法證明其完全基於政治動機。
評論員羅斯·格雷戈里·多塞特指出，社交媒體對亨特·拜登筆記型電腦與電郵事件的反應，與早前史蒂爾檔案爭議有相似之處。他不認為《紐約郵報》的報導是俄羅斯假資訊，而更像是一種常見的競選對手研究案例：在黨派立場和小報風格的影響下，將真實信息與可辯駁的結論交織在一起。他形容這類故事與過去四年中針對特朗普的爭議性報導類似，例如史蒂爾檔案中荒誕的傳聞、關於麥可·科恩在布拉格密會的說法、以及俄羅斯據稱黑客攻擊佛蒙特州電網或C-SPAN的報導。
評論員本·史密斯認為，社交媒體應該用相同標準處理筆記型電腦和史蒂爾檔案相關的故事。他回憶，2017年為BuzzFeed News發佈史蒂爾檔案的原因是發現媒體「守門人」將其排除於公眾視野之外。他將媒體對筆記型電腦故事的冷處理形容為「守門人的報復」。
亨特·拜登筆記型電腦事件引發保守派對Twitter和Facebook的嚴厲批評，認為它們試圖限制該事件的傳播。保守派媒體《華盛頓觀察家報》在一篇社論中表示：「不僅是針對筆記本電腦事件，大型科技公司需要全方位進行重大路線調整。這些公司應對自身偏見以及無法準確分辨真偽的能力保持謙遜。」
2022年12月，Twitter擁有者伊隆·馬斯克允許三名記者查閱公司內部文件，這些文件揭示2020年10月Twitter高層對《紐約郵報》筆記型電腦報導內容的審查討論。馬斯克和其他人聲稱，Twitter受政府指使壓制該報導，以協助祖·拜登在選舉中勝出。
其中一位記者馬特·泰比表示，他未找到任何證據顯示政府參與Twitter對該故事進行初步封鎖的決策。他寫道：
22. 雖然有消息來源記得當年夏天聯邦執法部門曾發出有關可能外國黑客活動的「一般性」警告，但我未看到任何證據顯示政府與筆記本電腦報導有關。事實上，這可能正是問題所在……
2024年6月，美國最高法院在穆爾蒂訴密蘇里州案一案中否決政府非法逼迫社交媒體刪除筆記型電腦相關貼文的說法。大法官艾米·康尼·巴雷特在多數意見中指出，雖然政府機構確實在內容審查中「發揮了作用」，但社交媒體公司在政府介入之前已自主強化了審查政策。巴雷特還提到，沒有證據表明這些審查決策可直接追溯到聯邦調查局或網絡安全和基礎設施安全局的行動。

### 祖·拜登2020年美國總統競選活動
祖·拜登2020年美國總統競選活動的新聞秘書賈馬爾·布朗表示，Twitter對《紐約郵報》報導的處理表明，該報導中的指控是不真實的。布朗進一步否認祖·拜登曾與波扎爾斯基正式會面，並稱即使雙方曾接觸，也僅是簡短的交談。

### 美國國會
2021年1月21日，祖·拜登正式宣誓就職美國總統後一天，喬治亞州共和黨眾議員瑪喬麗·泰勒·格林提出一項包含筆記型電腦事件的彈劾條款，但未獲得其他國會議員的聯署支持。

### 其他媒體
《紐約時報》、《華盛頓郵報》和《華爾街日報》均表示，無法獨立驗證《紐約郵報》所提供的數據。NBC新聞試圖向朱利安尼索取硬碟副本，但遭到拒絕，僅收到部分電子郵件的複本。2022年5月，NBC新聞對朱利安尼提供的硬碟副本及共和黨人公開的文件進行分析，發現亨特·拜登的公司在2013至2018年間收入達1100萬美元，但資金花費迅速，且大多數交易未能完成。
全國公共廣播電台的評論員大衛‧福爾肯弗利克指出，《紐約郵報》的報導將推測性內容斷言為事實。他還提到，該報導的主要作者艾瑪·喬·莫里斯此前幾乎沒有相關的新聞報導經驗，其主要職歷是在福克斯新聞的肖恩·漢尼提節目中擔任製作人，而漢尼提是特朗普的親密盟友，曾多次指控拜登在烏克蘭的不當行為。
《名利場》指出，此事件揭示魯珀特·梅鐸媒體帝國內部圍繞此報導的分歧。這些媒體包括《紐約郵報》、福克斯新聞和《華爾街日報》。報導描述，《華爾街日報》內部針對筆記型電腦事件的意見不一，該報首先發表保守派專欄作家金伯利·斯特拉塞爾撰寫的意見文章，誇大指控，隨後僅四小時後又發表一篇新聞文章，推翻同事的論點。《政客》的瑞安·利扎則認為，記者的專業結論被內部支持特朗普的意見主導者所掩蓋。
2022年4月，《華盛頓郵報》的編輯委員會對當月發表的一份報導發表意見：
該調查添加新的細節，並確認舊有的信息，說明祖·拜登的家人如何通過利用他的名聲在海外謀利——對於總統默許這種行為，他應該受到批評。然而，儘管一些保守派人士堅稱如此，但該調查並未證明拜登總統有腐敗行為。
哈佛大學肖倫斯坦媒體、政治與公共政策研究中心的研究主任瓊·多諾萬寫道：「這或許是《紐約郵報》有史以來發表的最知名的報導。由於最初被社交媒體公司壓制，並被政客和評論員嘲笑，它至今仍是備受爭議的話題。」

## 外部鏈接
- 發表於《紐約郵報》的原報導 （页面存档备份，存于）